# Fomitiporella
Fomitiporella is een geslacht van schimmels behorend tot de familie Hymenochaetaceae. 

## Soorten
Volgens Index Fungorum telt het geslacht 20 soorten (peildatum januari 2022):
| Soortnaam                       | Auteur(s)                                            | Publicatiejaar |
| ------------------------------- | ---------------------------------------------------- | -------------- |
| Fomitiporella adhaerens         | (J.E. Wright & Blumenf.) Y.C. Dai & F. Wu            | 2022           |
| Fomitiporella americana         | Y.C. Dai, X.H. Ji & Vlasák                           | 2017           |
| Fomitiporella austroasiana      | Y.C. Dai, X.H. Ji & J. Vlasák                        | 2018           |
| Fomitiporella cavicola          | (Kotl. & Pouzar) T. Wagner & M. Fisch.               | 2002           |
| Fomitiporella caviphila         | L.W. Zhou                                            | 2014           |
| Fomitiporella chinensis         | (Pilát) Y.C. Dai, X.H. Ji & Vlasák                   | 2017           |
| Fomitiporella coruscans         | (Bres.) Salvador-Montoya & Popoff                    | 2020           |
| Fomitiporella crassa            | Y.C. Dai & F. Wu                                     | 2022           |
| Fomitiporella cyclobalanopsidis | (T.T. Chang & W.N. Chou) Y.C. Dai & F. Wu            | 2022           |
| Fomitiporella destruens         | (Rajchenb. & Pildain) Y.C. Dai & F. Wu               | 2022           |
| Fomitiporella membranacea       | (Wright & Blumenf.) Y.C. Dai & F. Wu                 | 2022           |
| Fomitiporella micropora         | Y.C. Dai, X.H. Ji & Vlasák                           | 2017           |
| Fomitiporella neoarida          | (Drechsler-Santos & Robledo) Y.C. Dai & F. Wu        | 2022           |
| Fomitiporella queenslandica     | Y.C. Dai & F. Wu                                     | 2022           |
| Fomitiporella resupinata        | (Douanla-Meli & Ryvarden) Y.C. Dai, X.H. Ji & Vlasák | 2017           |
| Fomitiporella shoushana         | (T.T. Chang & W.N. Chou) Y.C. Dai & F. Wu            | 2022           |
| Fomitiporella sinica            | Y.C. Dai, X.H. Ji & Vlasák                           | 2017           |
| Fomitiporella subinermis        | Y.C. Dai, X.H. Ji & Vlasák                           | 2017           |
| Fomitiporella tenuicula         | (B.K. Cui) Y.C. Dai & F. Wu                          | 2022           |
| Fomitiporella vietnamensis      | Y.C. Dai, X.H. Ji & J. Vlasák                        | 2018           |